# Formace (geologie)
Formace je v geologii vyšší stratigrafická jednotka, která odpovídá periodě geologické minulosti. Je součástí éry a dělí se na oddělení. Formace je na příklad kambrium, ordovik, jura, paleogén. V české stratigrafické terminologii se názvu formace ve významu útvaru neužívá. Synonymum ke slovu formace je útvar. Je to souhrn vrstev usazenin (včetně vložených poloh hornin eruptivních) vytvořených během geologické periody. Je to tedy pojem prostorový, kdežto perioda časový.

## Příklady formací
Formace palogonitová jsou mohutné uloženiny vulkanického a ledovcového materiálu na Islandu, kvartérního stáří. Vznikly jako usazeniny podledovcových bahenních sopečných proudů, které se vytvářely při sopečných pochodech roztavením kontinentálního ledovce.
Formace sparagmitová je mocné souvrství kontinentálních proterozoických uloženin ve Skandinávii, spočívajících diskordantně na jotnienském (trysilském) pískovci a na diabasech, které jím prorážejí. Sparagmitová formace dosahuje mocnosti přes dva tisíce metrů a je tvořena hrubými pískovci bohatými na živec – sparagmity. V nadloží na ní spočívá s mírnou diskordancí mořské spodní kambrium, doložené faunisticky. W. Broegerem byla tato formace označena jako eokambrium. V okolí Varangerského fjordu a v mjösenské oblasti byly  ve sparagmitové formaci zjištěny polohy slepenců glaciálního (ledovcového) původu.
Formace Velkého kaňonu  je svrchnější část severoamerického prekambria. Je přes tři tisíce metrů mocná a tvořena je nemetamorfovanými sedimenty (slepenci, písčitými a jílovitými břidlicemi, křemenci a vápenci). Stratigraficky se dělí na dvě série, zvané unkar a chuar. Unkar  je starší oddíl prekambridské série  Velkého kaňonu v USA. Je tvořen naspodu červenými pískovci, výše vápenci a dolomity. V nejvyšších polohách vystupují příkrovy basických efusiv.  Chuar je mladší oddíl série Velkého kaňonu v USA. Naspodu je tvořen písčitými břidlicemi s vložkami vápenců, výše pestrými pískovci kontinentálního původu Spočívá nesouhlasně na krystaliniku formace vishnu.
Formace vishnu je starší formace krystalických břidlic, silně zvrásněných, předkambridského, patrně prahorního stáří, která vystupuje ve dně Velkého kaňonu řeky Colorado v Arizoně. Krystalické břidlice jsou prostoupeny žulami a hojně injikovány žilami pegmatitů. Její mocnost se odhaduje na pět tisíc metrů. Diskordantě na vishnu spočívá nemetamorfovaný komplex Grand Canyon systému.